# Villar-Saint-Anselme

Villar-Saint-Anselme este o comună în departamentul Aude din sudul Franței. În 1 ianuarie 2022 avea o populație de 117 de locuitori.